# Otto Stadie
Otto Stadie, född 10 mars 1897 i Berlin, död 28 juli 1977, var en tysk SS-Oberscharführer. Under andra världskriget var han verksam inom Aktion T4, Nazitysklands så kallade eutanasiprogram, och inom Operation Reinhard, förintelsen av Generalguvernementets judiska befolkning. I förintelselägret Treblinka innehade han posten som SS-Stabsscharführer och var chef för lägrets förvaltning.
Vid andra Treblinkarättegången (1964–1965) dömdes Stadie till sju års fängelse efter att ha befunnits medansvarig för medhjälp till mord på minst 300 000 personer.